# Gabriele Targhetta
Gabriele Targhetta (Monza, 17 de marzo de 2006) es un deportista italiano que compite en gimnasia artística. Ganó una medalla de bronce en el Campeonato Europeo de Gimnasia Artística de 2025, en la prueba de caballo con arcos.

## Palmarés internacional
| Campeonato Europeo | Campeonato Europeo | Campeonato Europeo | Campeonato Europeo |
| Año                | Lugar              | Medalla            | Prueba             |
| ------------------ | ------------------ | ------------------ | ------------------ |
| 2025               | Leipzig (Alemania) | Medalla de bronce  | Caballo con arcos  |